# République socialiste soviétique d'Ouzbékistan
 (mars 2025).
1924–1991
Entités précédentes :
- République socialiste soviétique autonome du Turkestan (RSFSR)
- République soviétique socialiste de Boukhara
- République soviétique socialiste du Khorezm

Entités suivantes :
- République socialiste soviétique du Tadjikistan (1929)
- République d'Ouzbékistan

La république socialiste soviétique d'Ouzbékistan (en ouzbek Ўзбекистон Совет Социалистик Республикаси, O'zbekiston Sovet Sotsialistik Respublikasi ; en russe Узбекская Советская Социалистическая Республика, Ouzbekskaia Sovietskaia Sotsialistitcheskaia Respoublika ; littéralement « République socialiste des conseils ouzbèke ») est l'une des quinze républiques membres de l'Union soviétique avant la dislocation de cette dernière en 1991.

## Histoire

### Genèse de la nation ouzbèke moderne
Les bolcheviks, qui prirent le pouvoir en Russie à la suite de la révolution d'Octobre 1917, rencontrèrent une résistance féroce des nationalistes ouzbeks (basmatchis). Une fois la résistance réprimée, les communistes cherchèrent des alliés parmi les musulmans progressistes, car ils se rendirent rapidement compte qu'une répression impitoyable risquait de jeter les musulmans du Turkestan dans les bras des Blancs. L'un d'entre eux, Sultan Galiev, dès que le danger des nouvelles révoltes fut passé, fut écarté du cercle du pouvoir et exclu du parti communiste. Les bolcheviks étaient préoccupés par le pantouranisme — le rassemblement de tous les peuples turcs —, ce qui explique qu'ils aient voulu faire disparaître jusqu'au nom de « Turkestan ».
En tant que république et que nation unique et distincte, l'Ouzbékistan n'existe que depuis le 27 octobre 1924, quand diverses entités territoriales existantes dans l'Asie centrale — une partie du Turkestan, de la république de Boukhara et de la république de Khorezm, les deux dernières étant d'anciens khanats — furent regroupées dans la république socialiste soviétique d'Ouzbékistan. La République autonome soviétique tadjike, originellement intégrée au sein de la RSS d'Ouzbékistan fut constituée en république fédérée distincte en 1929). 
Les cinq républiques d'Asie centrale sont nées du découpage territorial réalisé sous l'égide du commissaire pour les Nationalités de l'époque, Joseph Staline, selon la répartition ethnique des populations. Ainsi furent créées plusieurs enclaves ouzbèkes dans les territoires kirghiz et tadjik et vice versa. En 1936, la RSS d'Ouzbékistan fut agrandie par l'intégration de la république autonome de Karakalpakie, détachée de la RSS du Kazakhstan.

### Période stalinienne
En 1928, Staline mit en œuvre la collectivisation forcée des terres dans toute l'Union soviétique. La révolte des basmatchis ouzbeks, commencée en 1916 et réprimée vers 1926, reprit alors et dura jusqu'aux années 1940.  
Dans les années 1937-1938, pendant les Grandes Purges staliniennes, plusieurs nationalistes ou des fonctionnaires d'État ouzbeks furent exécutés, dont l'ancien Premier ministre, Faïzoulla Khodjaïev. L'islam, comme les autres religions, fut la cible de la répression stalinienne, qui avait pour but de rendre l'Union soviétique complètement athée. Une grande partie des mosquées fut fermée, plusieurs activistes musulmans exécutés. 
Pendant la Seconde Guerre mondiale, l'Ouzbékistan accueillit des centaines de milliers de familles soviétiques fuyant l'invasion allemande à l'ouest, dont de nombreux orphelins de guerre, ce qui accéléra la russification de la république, surtout de sa capitale Tachkent. Une partie des industries lourdes de la partie européenne de l'Union soviétiques y fut également transférée. Ces usines contribuèrent à l'industrialisation de la république. À la fin de la guerre, la république accueillit également des populations déportées, accusées collectivement d'avoir collaboré avec l'occupant pendant la guerre ; ce fut notamment le cas de la plupart des Tatars de Crimée et des descendants d'Allemands de la Volga.

### Après la Seconde Guerre mondiale
La lutte des bolchéviks pour l'émancipation des femmes ouzbèkes a porté ses fruits : vers les années 1950, presque aucune femme ne portait plus de tchador et toutes les filles recevaient de l'éducation publique au même titre que les garçons. L'illettrisme, quasi total en 1924, fut entièrement éradiqué vers les années 1950. 
Le 26 avril 1966, la capitale ouzbèke Tachkent et sa région furent sévèrement frappées par un tremblement de terre, après lequel un vaste programme de reconstruction fut lancé grâce notamment à la participation de toutes les républiques soviétiques.

### Affaire du coton
Un phénomène qui a largement façonné l'histoire de l'Ouzbékistan dans les années 1960-80 fut le développement intensif de la culture du coton, ordonné par Moscou dans le cadre de la spécialisation des républiques soviétiques. L'objectif médiatisé des planificateurs soviétiques fut de produire 6 millions de tonnes de l'« or blanc » ouzbek. Ce développement effréné, avec une course aux rendements dans les conditions du déficit des terres irriguées disponibles, a eu un impact catastrophique sur l'écologie de la région : l'usage démesuré d'engrais chimiques et de défoliants a empoisonné les sols et les eaux, tandis que le drainage accéléré des ressources des fleuves Amou-Daria et Syr-Daria pour le but de l'irrigation a abouti à l'assèchement de la mer d'Aral où elles se jettent, sa surface fut diminuée de moitié en 40 ans (de 69 384 km2 en 1960 à moins de 25 000 km2 en 2000).
Sous la pression de Moscou de produire encore plus de coton, les dirigeants ouzbeks ont développé un système corrompu de falsifications des statistiques. Le premier secrétaire du PC ouzbek de l'époque, Charaf Rachidov, son entourage, ainsi que le gendre de Léonid Brejnev, furent impliqués dans l'affaire du coton imaginaire qui leur a procuré des gains en or. Fin 1983, au moment où la plus vaste fraude de l'histoire de l'Union soviétique fut démasquée, Rachidov meurt d'une crise cardiaque.

## Tractations au sujet de l'Union
Bénéficiaire d'importants subsides de la part du Centre (4 milliards de roubles de transferts annuels en 1989), appelés à résoudre son handicap dû à sa spécialisation dans le secteur primaire, l'Ouzbékistan fut un fervent défenseur du maintien de l'URSS lorsque les tendances centrifuges s'y sont fait sentir à la suite des libéralismes apportés par la perestroïka et la glasnost. Au référendum sur le maintien de l'URSS organisé par Mikhaïl Gorbatchev en 1991, une écrasante totalité des Ouzbeks ont répondu "oui".  
Après des négociations, les républiques acceptèrent un nouveau traité constituant une URSS rénovée (Union des républiques souveraines soviétiques) qui les rendaient souveraines au sein d'une fédération disposant d'un président, d'une politique étrangère et militaire communs. Le traité devait être signé le 20 août 1991, mais les réticences de l'Ukraine et le putsch de Moscou lors duquel les dirigeants ouzbeks ont adopté une attitude attentiste, l'ont amené à l'échec. La Russie déclara alors la suprématie des lois russes sur les lois soviétiques. Anticipant un éclatement de ce qui restait encore de l'URSS, l'Ouzbékistan a finalement déclaré son indépendance le 31 août 1991 (célébrée le 1er septembre).

## Les chefs d'État de la RSS d'Ouzbékistan
Président du Comité révolutionnaire (Revkom) (1924-1925) ; 
Président du Comité central exécutif (VTsIK) (1925-1938) ;
Président du Præsidium du Soviet suprême (1938-1991) :
| Nom                     | Investiture       | Fin du mandat     | Note                                                               |
| ----------------------- | ----------------- | ----------------- | ------------------------------------------------------------------ |
| Faïzoulla Khodjaïev     | 24 octobre 1924   | 17 février 1925   |                                                                    |
| Iouldach Akhounbabaïev  | 17 février 1925   | 28 février 1943   |                                                                    |
| Ousman Yousoupov        | 19 juin 1938      | 21 juin 1938      |                                                                    |
| Abdouvali Mouminov      | 22 mars 1943      | 14 mars 1947      |                                                                    |
| Amin Niyazov            | 14 mars 1947      | 21 août 1950      |                                                                    |
| Charaf Rachidov         | 21 août 1950      | 24 mars 1959      | Chef du Parti communiste ouzbek jusqu'à sa mort le 31 octobre 1983 |
| Yadgar Nasritdinova     | 24 mars 1959      | 25 septembre 1970 |                                                                    |
| Nazar Matchanov         | 25 septembre 1970 | 20 décembre 1978  |                                                                    |
| Inamdjon Ousmankhodjaev | 20 décembre 1978  | 18 décembre 1983  |                                                                    |
| Akil Salimov            | 21 décembre 1983  | 9 décembre 1986   |                                                                    |
| Rafik Nichanov          | 9 décembre 1986   | 9 avril 1988      |                                                                    |
| Poulat Khabiboullaev    | 9 avril 1988      | 6 mars 1989       |                                                                    |
| Mirzoalim Ibraguimov    | 6 mars 1989       | 24 mars 1990      |                                                                    |
| Islam Karimov           | 24 mars 1990      | 29 décembre 1991  | en tant que Président de la RSS d’Ouzbékistan                      |

Note : Le pouvoir réel dans la RSS d'Ouzbékistan, comme dans le reste de l'URSS, était détenu par le Parti communiste.